# Онайда (окръг, Уисконсин)
 Тази статия е за окръга в щата Уисконсин.  За други значения вижте Онайда (пояснение).
Окръг Онайда (на английски: Oneida County) е окръг в щата Уисконсин, Съединени американски щати. Площта му е 3201 km², а населението – 37 845 души (1 април 2020). Административен център е град Райнландър.